# Albert Virgili i Fort
Albert Virgili i Fort (nascut el 12 de febrer de 1983) és un futbolista català retirat que jugava com a davanter.

## Carrera de club
Nascut a Tarragona, Catalunya, Virgili va sorgir de les files del Gimnàstic de Tarragona. Va ascendir al primer equip la temporada 2001–02, però no va jugar a Segona Divisió amb el club, la temporada també va acabar en descens, i va reprendre la seva carrera a les lligues inferiors. L'any 2006 va tornar a la seva comarca natal i es va incorporar al CF Pobla de Mafumet, l'equip de formació del Nàstic.
Virgili es va traslladar a l'estranger el 2009, signant amb Kitchee SC a Hong Kong. En el següent mercat de fitxatges, però, es va reincorporar a Pobla; durant la seva etapa amb aquest últim, es va classificar constantment com el màxim golejador de l'equip.
El març de 2011 Virgili va signar un contracte amb el Gimnàstic, sent substitut d'urgència del lesionat de gravetat Borja Viguera. El seu primer partit amb l'equip va tenir lloc el 2 d'abril, sortint des de la banqueta en lloc de Berry Powel en un empat a casa 1-1 contra el CD Tenerife; va marcar el seu primer gol de segon nivell el 15 de maig, marcant l'últim en una victòria a casa per 3-1 davant el Reial Betis.
Al final de la campanya Virgili va ser alliberat i va fitxar amb la veïna UE Llagostera a Segona Divisió B. El 15 de juliol de 2012 va tornar al seu equip anterior, acabat de descendir de la segona divisió.
El 26 de juny de 2013, després de marcar només dos gols en 486 minuts de joc durant la temporada de tercera divisió, Virgili va ser alliberat pel Gimnàstic. El 15 de juliol va fitxar amb el FC Ascó i, després d'una sola temporada, el jugador de 30 anys va ser nomenat coordinador de futbol d'un altre dels seus anteriors clubs, el Pobla de Mafumet, però va continuar jugant com a sènior a l'Ascó.
El juliol de 2016 Virgili va deixar l'Ascó i va fitxar pel CD Tortosa a les lligues autonòmiques, ajudant al club en l'ascens a Primera Catalana en la seva primera temporada. El febrer de 2018 es va traslladar a l'Inter Club d'Escaldes andorrà, i posteriorment es va retirar amb el club al final de la temporada als 35 anys.